# 석구추
석구추(昔仇鄒, 생몰년 미상)는 신라 초기의 인물로 석탈해 이사금의 아들이며 어머니는 남해 차차웅의 딸 아효부인(阿孝夫人)이다. 삼국유사에 이름만 전하며 자세한 행적은 알려져 있지 않다.

## 생애
삼국유사에 의하면 각간을 역임했다 하며, 그밖의 자세한 행적은 알려져 있지 않다. 벌휴 이사금의 아버지가 된다.

## 가계
- 부왕 : 탈해 이사금(脫解 尼師今)
- 모후 : 아효부인(阿孝夫人)
  - 태자 : 각간 석구추(昔仇鄒)
  - 부인 : 지진내례부인 김씨(只珍內禮夫人 金氏)
    - 아들 : 벌휴 이사금(伐休 泥師今)
    - 며느리 : 김아도(金阿道)의 딸 - 김알지(金閼智)의 손녀

## 같이 보기
- 탈해 이사금
- 벌휴 이사금
- 조분 이사금

## 참고 문헌
- 삼국유사